# Liste von Schutzhütten in Polen
Die Liste von Schutzhütten in Polen führt Schutzhütten und vergleichbare einfache Unterkünfte in den polnischen Bergen auf. Nicht berücksichtigt sind Hütten, die außerhalb der Bergregionen liegen. Neben einer großen Zahl von Hütten des polnischen Alpenvereins – PTTK gibt es aber auch eine ganze Reihe, die sich in Privatbesitz befinden.

## Hütten

### Karpaten

#### Bieszczady
| Schutzhütte                                                | deutsche Bezeichnung  | Bild | Inhaber                         |
| Schronisko PTTK „Chatka Puchatka” na Połoninie Wetlińskiej | Puchatka-Hütte        |      | Nationalpark Bieszczady         |
| Schronisko PTTK „Kremenaros” Ustrzyki Górne                | Kremenaros-Hütte      |      | PTTK                            |
| Bacówka PTTK „Pod Honem”                                   | Hon-Hütte             |      | PTTK                            |
| Bacówka PTTK „Jaworzec”                                    | Jaworzec-Hütte        |      | PTTK                            |
| Bacówka PTTK Pod Małą Rawką                                | Małą-Rawką-Hütte      |      | PTTK                            |
| Schronisko PTTK w Komańczy                                 | Komańcza-Hütte        |      | PTTK                            |
| Koliba Studencka Politechniki Warszawskiej                 | Koliba-Hütte          |      | Technische Universität Warschau |
| Schronisko w Łupkowie                                      | Łupków-Hütte          |      | Freundschaftsverein             |
| Schronisko „Pod Wysoką Połoniną” w Wetlinie                | Wysoka-Połonina-Hütte |      | Privateigentum                  |
| Schronisko „Nad Smolnikiem”                                | Smolnik-Hütte         |      | Privateigentum                  |
| Schronisko Turystyczne „Okrąglik” w Cisnej                 | Okrąglik-Hütte        |      | Privateigentum                  |

#### Niedere Beskiden
| Schutzhütte                              | deutsche Bezeichnung     | Bild | Inhaber        |
| Schronisko PTTK na Magurze Małastowskiej | Magura-Małastowska-Hütte |      | PTTK           |
| Bacówka PTTK w Bartnem                   | Bartno-Hütte             |      | PTTK           |
| Schronisko „Hajstra”                     | Hajstra-Hütte            |      | Privateigentum |

#### Sandezer Beskiden
| Schutzhütte                              | deutsche Bezeichnung     | Bild | Inhaber        |
| Bacówka PTTK nad Wierchomlą              | Wierchomla-Hütte         |      | PTTK           |
| Bacówka pod Bereśnikiem                  | Bereśnik-Hütte           |      | PTTK           |
| Schronisko PTTK na Hali Łabowskiej       | Hala-Łabowska-Hütte      |      | PTTK           |
| Schronisko PTTK na Jaworzynie Krynickiej | Jaworzyna-Krynicka-Hütte |      | PTTK           |
| Schronisko PTTK na Przehybie             | Przehyba-Hütte           |      | PTTK           |
| Schronisko Cyrla                         | Cyrla-Hütte              |      | Privateigentum |
| Chata Kordowiec                          | Kordowiec-Hütte          |      | Privateigentum |
| Chata na Magórach                        | Magóry-Hütte             |      | Privateigentum |
| Chatka Wątorówka                         | Wątorówka-Hütte          |      | Privateigentum |

#### Pieninen
| Schutzhütte                   | deutsche Bezeichnung | Bild | Inhaber      |
| Schronisko PTTK „Trzy Korony” | Drei-Kronen-Hütte    |      | PTTK         |
| Schronisko PTTK „Orlica”      | Orlica-Hütte         |      | PTTK         |
| Schronisko pod Durbaszką      | Durbaszka-Hütte      |      | Stadt Krakau |

#### Gorce
| Schutzhütte                          | deutsche Bezeichnung | Bild | Inhaber        |
| Schronisko PTTK na Turbaczu          | Turbacz-Hütte        |      | PTTK           |
| Schronisko PTTK na Starych Wierchach | Stare-Wierchy-Hütte  |      | PTTK           |
| Bacówka PTTK na Maciejowej           | Maciejowa-Hütte      |      | PTTK           |
| Chata na Rzekach                     | Rzeki-Hütte          |      | Privateigentum |
| Schronisko „Na Skałce”               | Na-Skałce-Hütte      |      | Privateigentum |

#### Inselbeskiden
| Schutzhütte                        | deutsche Bezeichnung | Bild | Inhaber                       |
| Schronisko PTTK na Luboniu Wielkim | Luboń-Wielki-Hütte   |      | PTTK                          |
| Schronisko PTTK na Kudłaczach      | Kudłaczi-Hütte       |      | PTTK                          |
| Schronisko na Śnieżnicy            | Śnieżnica-Hütte      |      | Katholische Jugendvereinigung |
| Bacówka „Nad Wilczym Rynkiem”      | Wilczy-Rynek-Hütte   |      | Gemeinde Żegocina             |

#### Zips-Gubałówka-Gebirge
| Schutzhütte                       | deutsche Bezeichnung | Bild | Inhaber                      |
| Schronisko Górskie ZHP „Głodówka” | Głodówka-Hütte       |      | Polnischer Pfadfinderverband |

#### Hohe Tatra
| Schutzhütte                                      | deutsche Bezeichnung      | Bild | Inhaber |
| Schronisko PTTK nad Morskim Okiem                | Meeraughütte              |      | PTTK    |
| Schronisko PTTK w Dolinie Roztoki                | Roztokahütte              |      | PTTK    |
| Schronisko PTTK w Dolinie Pięciu Stawów Polskich | Fünf-Polnische-Seen-Hütte |      | PTTK    |
| Schronisko PTTK „Murowaniec”                     | Murowaniec-Hütte          |      | PTTK    |

#### Westtatra
| Schutzhütte                               | deutsche Bezeichnung | Bild | Inhaber |
| Hotel górski PTTK Kalatówki               | Kalatówki-Berghotel  |      | PTTK    |
| Schronisko PTTK na Hali Kondratowej       | Kondratowa-Hütte     |      | PTTK    |
| Schronisko PTTK na Hali Ornak             | Ornak-Hütte          |      | PTTK    |
| Schronisko PTTK na Polanie Chochołowskiej | Chochołowska-Hütte   |      | PTTK    |

#### Makower Beskiden
| Schutzhütte                      | deutsche Bezeichnung | Bild | Inhaber        |
| Schronisko Opaczne               | Opaczne-Hütte        |      | Privateigentum |
| Schronisko PTTK na Hali Krupowej | Krupowa-Hütte        |      | PTTK           |

#### Saybuscher Beskiden
| Schutzhütte                              | deutsche Bezeichnung    | Bild | Inhaber        |
| Schronisko PTTK na Markowych Szczawinach | Markowe-Szczawiny-Hütte |      | PTTK           |
| Schronisko PTTK na Hali Miziowej         | Miziowa-Hütte           |      | PTTK           |
| Schronisko PTTK na Hali Rysiance         | Rysianka-Hütte          |      | PTTK           |
| Schronisko PTTK na Hali Lipowskiej       | Lipowska-Hütte          |      | PTTK           |
| Schronisko PTTK na Hali Boraczej         | Boracza-Hütte           |      | PTTK           |
| Bacówka PTTK na Krawcowym Wierchu        | Krawców-Wierch-Hütte    |      | PTTK           |
| Bacówka PTTK na Rycerzowej               | Rycerzowa-Hütte         |      | PTTK           |
| Schronisko PTTK na Przełęczy Przegibek   | Przegibek-Hütte         |      | PTTK           |
| Schronisko PTTK na Wielkiej Raczy        | Wielka-Racza-Hütte      |      | PTTK           |
| Schronisko PTTK w Zwardoniu              | Zwardoń-Hütte           |      | PTTK           |
| Schronisko „Słowianka”                   | Słowianka-Hütte         |      | Privateigentum |
| Schronisko „Zygmuntówka”                 | Zygmuntówka-Hütte       |      | Privateigentum |

#### Kleine Beskiden
| Schutzhütte                             | deutsche Bezeichnung     | Bild | Inhaber        |
| Schronisko PTTK Leskowiec               | Leskowiec-Hütte          |      | PTTK           |
| Schronisko PTTK na Magurce Wilkowickiej | Magurka-Wilkowicka-Hütte |      | PTTK           |
| Schronisko na Chrobaczej Łące           | Chrobacza-Łąka-Hütte     |      | Stiftung SOS   |
| Schronisko „Rogacz”                     | Rogacz-Hütte             |      | Privateigentum |
| Chatka na Potrójnej                     | Potrójna-Hütte           |      | Privateigentum |

#### Schlesische Beskiden
| Schutzhütte                                                 | deutsche Bezeichnung | Bild | Inhaber             |
| Schronisko PTTK na Skrzycznem                               | Skrzyczne-Hütte      |      | PTTK                |
| Schronisko PTTK na Przysłopie pod Baranią Górą              | Przysłop-Hütte       |      | PTTK                |
| Schronisko PTTK na Klimczoku                                | Klimczok-Hütte       |      | PTTK                |
| Schronisko PTTK na Szyndzielni                              | Szyndzielnia-Hütte   |      | PTTK                |
| Schronisko PTTK na Błatniej                                 | Błatnia-Hütte        |      | PTTK                |
| Schronisko PTTK na Równicy                                  | Równica-Hütte        |      | PTTK                |
| Schronisko PTTK na Stożku                                   | Stożek-Hütte         |      | PTTK                |
| Schronisko na Dębowcu                                       | Dębowiec-Hütte       |      | PTTK                |
| Schronisko na Koziej Górze                                  | Kozia-Góra-Hütte     |      | Stadt Bielsko-Biała |
| Schronisko THF „Chata Wuja Toma” na przełęczy Karkoszczonka | Onkel-Toms-Hütte     |      | THF                 |
| Schronisko turystyczne na Stecówce                          | Stecówka-Hütte       |      | Privateigentum      |
| Schronisko na Soszowie Wielkim                              | Soszów-Wielki-Hütte  |      | Privateigentum      |
| Schronisko „Telesforówka”                                   | Telesforówka-Hütte   |      | Privateigentum      |

#### Ciężkowice-Gebirge
| Schutzhütte        | deutsche Bezeichnung | Bild | Inhaber            |
| Bacówka na Jamnej  | Jamna-Hütte          |      | Gemeinde Zakliczyn |
| Bacówka na Brzance | Brzanka-Hütte        |      | Privateigentum     |

### Sudeten

#### Zuckmanteler Bergland
| Schutzhütte                         | deutsche Bezeichnung | Bild    | Inhaber |
| Schronisko PTTK „Pod Kopą Biskupią” | Biskupia-Kopa-Hütte  | centruj | PTTK    |

#### Glatzer Schneegebirge
| Schutzhütte                    | deutsche Bezeichnung | Bild    | Inhaber        |
| Schronisko „Na Iglicznej”      | Igliczna-Hütte       | centruj | Privateigentum |
| Schronisko PTTK „Na Śnieżniku” | Śnieżnik-Hütte       | centruj | PTTK           |

#### Habelschwerdter Gebirge
| Schutzhütte                    | deutsche Bezeichnung | Bild    | Inhaber |
| Schronisko PTTK „Jagodna”      | Jagodna-Baude        | centruj | PTTK    |
| Schronisko PTTK „Pod Muflonem” | Baude Pod Muflonem   | centruj | PTTK    |

#### Adlergebirge
| Schutzhütte                         | deutsche Bezeichnung | Bild    | Inhaber |
| Schronisko PTTK „Orlica” w Zieleńcu | Orlica-Hütte         | centruj | PTTK    |

#### Heuscheuergebirge
| Schutzhütte                     | deutsche Bezeichnung | Bild    | Inhaber |
| Schronisko PTTK „Na Szczelińcu” | Szczeliniec-Hütte    | centruj | PTTK    |
| Schronisko PTTK „Pasterka”      | Pasterka-Hütte       | centruj | PTTK    |

#### Eulengebirge
| Schutzhütte                                           | deutsche Bezeichnung | Bild | Inhaber        |
| Schronisko PTTK „Zygmuntówka” na Przełęczy Jugowskiej | Zygmuntówka-Hütte    |      | PTTK           |
| Schronisko Sowa                                       | Sowa-Hütte           |      | Privateigentum |
| Schronisko „Orzeł”                                    | Orzeł-Hütte          |      | Privateigentum |

#### Steingebirge
| Schutzhütte                   | deutsche Bezeichnung | Bild    | Inhaber |
| Schronisko PTTK „Andrzejówka” | Andrzejówka          | centruj | PTTK    |

#### Landeshuter Kamm
| Schutzhütte                  | deutsche Bezeichnung | Bild    | Inhaber |
| Schronisko PTTK „Szwajcarka” | Schweizerhaus        | centruj | PTTK    |

#### Riesengebirge
| Schutzhütte                            | deutsche Bezeichnung    | Bild | Inhaber            |
| Schronisko PTTK „Srebrny Potok”        | Srebrny-Potok-Hütte     |      | PTTK               |
| Schronisko PTTK na Przełęczy Okraj     | Okraj-Hütte             |      | PTTK               |
| Schronisko PTTK „Nad Łomniczką”        | Łomniczka-Hütte         |      | PTTK               |
| Schronisko Górskie „Dom Śląski”        | Schlesierhaus           |      | Kreis Jelenia Góra |
| Schronisko PTTK „Strzecha Akademicka”  | Hampelbaude             |      | PTTK               |
| Schronisko PTTK „Samotnia”             | Samotnia-Hütte          |      | PTTK               |
| Schronisko PTTK „Odrodzenie”           | Jugendkammhaus Rübezahl |      | PTTK               |
| Schronisko PTTK „Pod Łabskim Szczytem” | Alte Schlesische Baude  |      | PTTK               |
| Schronisko na Szrenicy                 | Reifträgerbaude         |      | Privateigentum     |
| Schronisko PTTK na Hali Szrenickiej    | Neue Schlesische Baude  |      | PTTK               |
| Schronisko „Kamieńczyk”                | Kamieńczyk-Hütte        |      | Privateigentum     |
| Schronisko PTTK „Kochanówka”           | Kochanówka-Hütte        |      | PTTK               |
| Schronisko PTTK „Na Zamku Chojnik”     | Kynast-Hütte            |      | PTTK               |

#### Isergebirge
| Schutzhütte                              | deutsche Bezeichnung  | Bild | Inhaber        |
| Schronisko Turystyczne „Chatka Robaczka” | Chatka-Robaczka-Hütte |      | Privateigentum |
| Schronisko Turystyczne „Orle”            | Orle-Hütte            |      | Privateigentum |
| Schronisko Wysoki Kamień                 | Wysoki-Kamień-Hütte   |      | Privateigentum |
| Chatka Górzystów                         | Górzystów-Hütte       |      | Privateigentum |
| Schronisko PTTK na Stogu Izerskim        | Heufuderbaude         |      | PTTK           |

#### Zobtengebirge
| Schutzhütte                    | deutsche Bezeichnung | Bild | Inhaber |
| Dom Turysty PTTK na Ślęży      | Ślęża-Hütte          |      | PTTK    |
| Dom Turysty PTTK „Pod Wieżycą” | Wieżyca-Hütte        |      | PTTK    |